# Рагнгільд Норвезька
Ра́гнгільд Алекса́ндра Норве́зька (норв. Ragnhild Alexandra av Norge), у шлюбі Ра́гнгільд Ло́ренцен (норв. Ragnhild Lorentzen, 9 червня 1930 — 16 вересня 2012) — норвезька принцеса з династії Глюксбургів, дочка короля Норвегії Олафа V і шведської принцеси Марти, дружина судновласника й підприємця Ерлінга Свена Лоренцена. Старша сестра правлячого короля Норвегії Гаральда V.
Не мала права наслідувати норвезький трон, оскільки народилася до скасування салічного закону в 1971 році, проте перебувала в лінії наслідування британського трону як нащадок Софії Ганноверської.
Відкривала VI Зимові Олімпійські ігри 1952 року в Осло. Більшу частину життя провела в Бразилії. Була засновницею Фонду для безпритульних дітей в Бразилії та патроном Норвезької асоціації осіб з порушенням слуху (HLF). У 1995 році видала автобіографію «Моє життя як принцеси».
На її честь 1931 року названо щойно відкритий експедицією Яльмара Рісера-Ларсена Берег Принцеси Рагнгільд в Антарктиді.

## Біографія

### Дитинство та юність
Рагнгільд Александра народилася 9 червня 1930 року в Королівському палаці в Осло, куди батьки терміново переїхали після пожежі на їхній віллі Скаугум 20 травня. Була первістком у родині кронпринца Норвегії Олафа і його дружини Марти Шведської, з'явившись на світ наступного року після їхнього весілля. Стала першою принцесою, яка народилася в Норвегії від часів середньовіччя. На позачерговому засіданні Державної ради король Гокон VII оголосив, яке ім'я буде дане новонародженій. Дівчинка була охрещена за лютеранським обрядом 27 червня 1930 року в каплиці Королівського палацу єпископом Йоганом Лунде й отримала імена на честь королеви з давніх скандинавських саг та своєї прабабусі Александри Данської. Її хрещеними батьками стали обидва дідусі й бабусі, тітка Маргарита, король Швеції Густав V, принцеса Вікторія Великобританська та герцог Йоркський.

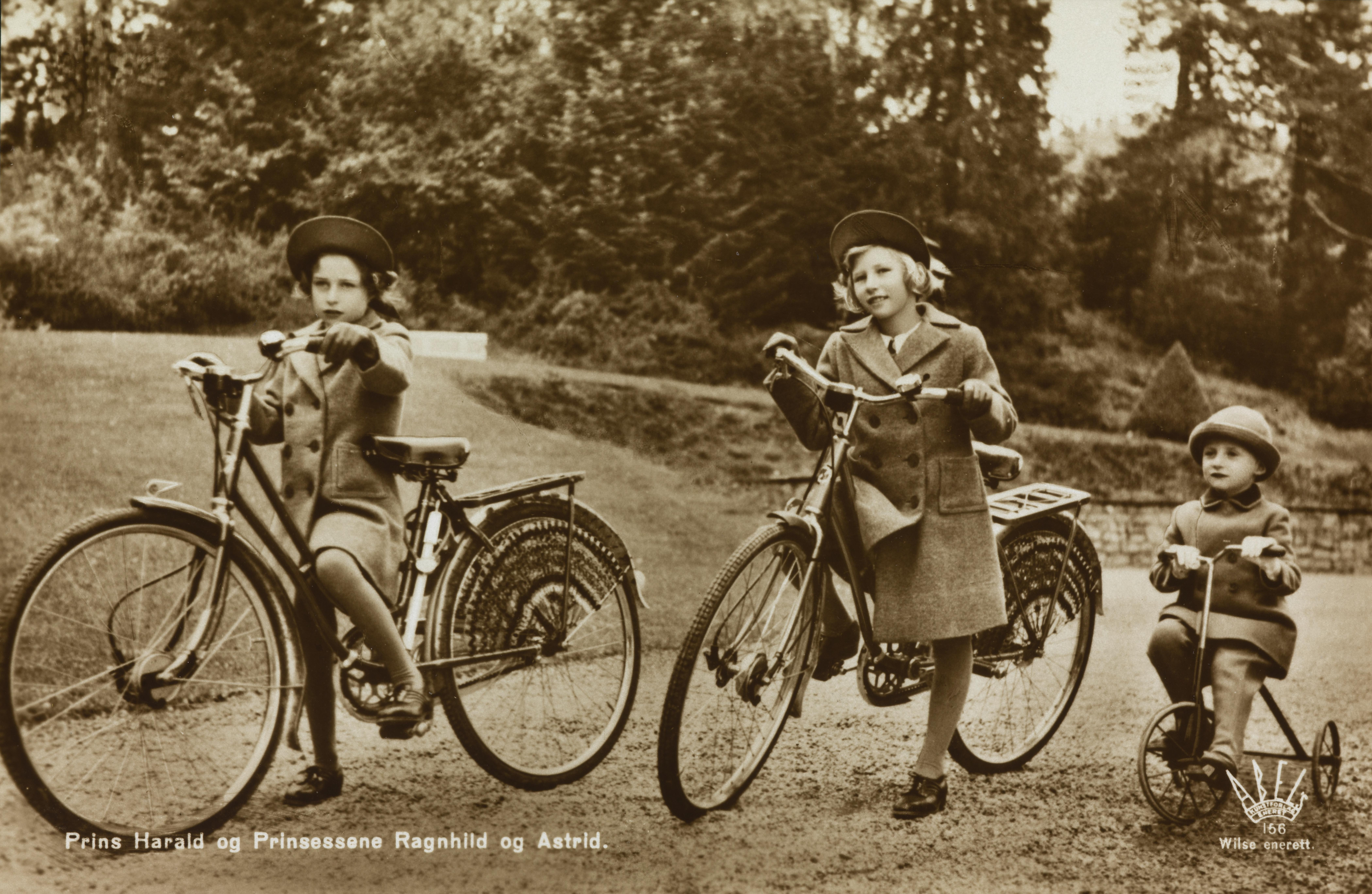
Рагнгільд (у центрі) разом з братом і сестрою катаються на велосипедах на віллі Скаугум, 9 жовтня 1939

Родина оселилася на орендованій віллі Солбакен в Осло, доки тривала реставрація їхньої домівки в Скаугумі. Там у Рагнгільд з'явилася молодша сестра Астрід. Улітку 1932 року сімейство повернулося до Скаугуму, де за кілька років поповнилося сином Гаральдом. Тоді ж Рагнгільд і Астрід почали своє навчання в «школі принцеси», створеної їхньою матір'ю, де разом з ними здобували знання ще кілька учнів.
Із вторгненням нацистських військ у Норвегію 9 квітня 1940 року кронпара вивезла дітей потягом в нейтральну Швецію. Там Рагнгільд провела більшість часу в дідуся та бабусі з материнського боку. У середині серпня родина відпливла з фінського порту Петсамо в Америку на кораблі ВМС США «Американський легіон». Усього на борту перебувало 897 осіб. До Нью-Йорка прибули 28 серпня.
Марта з дітьми спершу розмістилися в готелі «Уолдорф-Асторія», а згодом переїхали до особистої дачі президента Франкліна Рузвельта в Гайд-парку. Певний час винаймали будинок у Бостоні, штат Массачусетс. Зрештою президент підшукав їм невелику садибу Пуке-Гілл поблизу Вашингтону. Там вони перебували від жовтня 1940 до травня 1945 року. Батько, залишаючись у Європі, зрідка навідував родину. На свята дітей з матір'ю часто запрошували президент із дружиною. Розвагами малечі слугували влаштовані ними самими театр тіней або перегони черепах. Сестри відвідували приватну школу. Рагнгільд з рідними також брала участь у зустрічах з норвезькими моряками торгового флоту, цивільними норвежцями та військовиками, які спеціально приїжджали до Пуке Гілл.
На батьківщину разом з родиною повернулася 7 червня 1945 року на кораблі «Норфолк». Народ Норвегії радо вітав повернення королівського сімейства. Начальником охорони Глюксбургів був призначений колишній учасник норвезького Руху Опору Гуннар Сенстебю. Серед підлеглих був його військовий товариш Ерлінг Свен Лоренцен, якого принцеса Рагнгільд зустріла в день повернення вперше. Наступного року вона закохалася в молодого охоронця.
У той час принцеса мешкала в Скаугумі та здобувала освіту в муніципальній школі Nissen Pikeskole в Осло, яку закінчила 1948 року. Після цього навчалася в школі-інтернаті в Швейцарії, а потім — знайомилася з веденням домашнього господарства в Märthaskolen в Осло. Особлива увага в закладі приділялася шиттю й вишивці. Удома спілкувалися виключно норвезькою мовою.
Батьки знали про почуття доньки до Лоренцена, проте вважали її надто юною для шлюбу. Король Гокон VII побоювався негативних реакцій на союз принцеси з представником середнього класу.
15 лютого 1952 року Рагнгільд відкрила в Осло VI Зимові Олімпійські ігри. Цей випадок став першим, коли Олімпійські ігри відкривала жінка. Батько і дід-король перебували в Лондоні на заходах, пов'язаних з похованням короля Георга VI. Цей вихід став останнім виконанням принцесою представницьких обов'язків. За словами авторки Аннемор Мест, Рагнгільд була дуже сором'язливою, тож була щаслива позбутися представництва. Також, як і сестра, завжди говорила, що їй приємно бути вільною від тягаря влади монарха на своїх плечах.

### Шлюбне життя

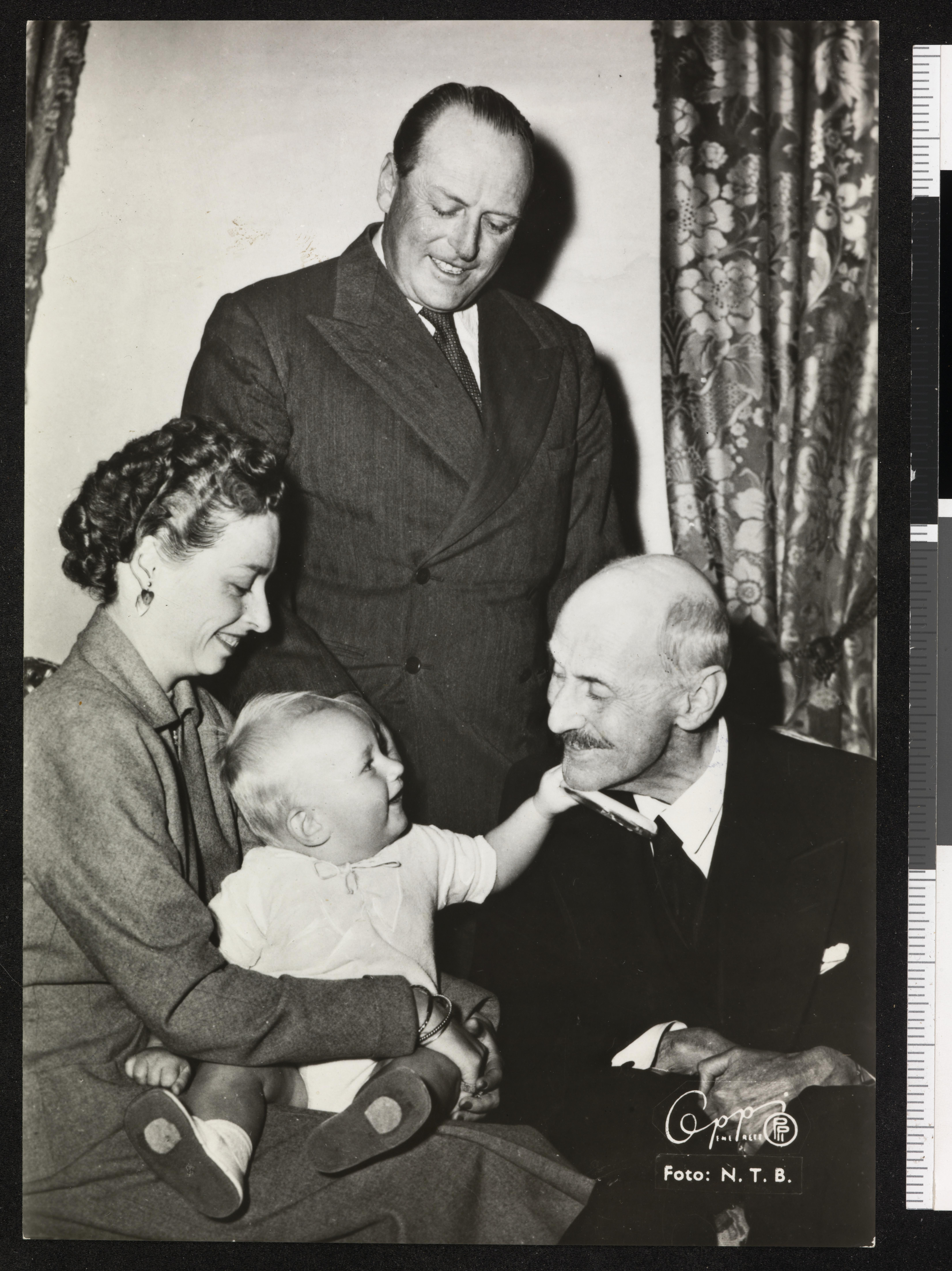
Рагнгільд із сином, батьком і дідом, фото між груднем 1954 і червнем 1955 років

Зрештою Рагнгільд удалося переконати батька схвалити її шлюб з Лоренценом. Згодом вона подолала опір матері й короля Гокона. Нерівний союз викликав серйозні дебати в норвезькому суспільстві. Ерлінг Свен Лоренцен хоча й мав бездоганну репутацію, був ветераном Руху Опору, навчався в Гарварді та походив з родини заможних судновласників, але не був королівської крові.
У 22-річному віці Рагнгільд взяла шлюб з 30-річним Ерлінгом Лоренценом у церкві Аскер поблизу Скаугума, ставши першим членом королівської сім'ї Норвегії, одруженим із простолюдином. Вінчання відбулося 15 травня 1953 року. На церемонії принцеса Рагнгільд була вдягнута в сукню з атласу кольору слонової кістки і несла букет білих орхідей і лілій. На нареченому був фрак з білою краваткою. Серед гостей британську королівську родину представляла принцеса Маргарет, були також присутні король і королева Данії. Понад 200 тисяч норвежців вийшли на вулиці, щоб побачити весільні процесії. Медовий місяць молодята провели в Італії. Король вирішив, що онука після шлюбу має титулуватися принцеса Рагнгільд, фру Лоренцен. Було оголошено, що державний прапор у день народження принцеси більше не розгортатимуть.
Пара невдовзі оселилися в Ріо-де-Жанейро, де сім'я Лоренцен мала ділові інтереси. Планувалося, що родина проведе в Бразилії один чи два роки, але вони зосталися там назавжди. Навесні 1954 року пішла з життя мати принцеси, а кілька місяців по тому Рагнгільд народила первістка, якого назвали на честь діда. Усього пара мала троє дітей. Двоє старших дітей народилися в Осло, всі троє були охрещені в каплиці Королівського палацу. Рагнгільд мала добрі стосунки з братом і його родиною. 1968 року, три тижні по одруженні з Сонею Гаральдсен, Гаральд навідав сестру в Ріо-де-Жанейро. Вибір дружини братом вона схвалила.
Принцеса не виконувала офіційних обов'язків у Норвегії, хоча часто відвідувала рідну країну й була присутня на родинних заходах, а також була патроном Норвезької асоціації осіб з порушенням слуху (HLF). Лоренцени часто відпочивали на норвезькому острові Остойя. А втім, Різдво звичайно святкували в Ріо-де-Жанейро, збираючись невеликим приватним колом.
У Бразилії Рагнгільд вела звичайне життя домогосподарки, яке не висвітлювалося пресою. Її будинок у Ріо був місцем збору для норвежців у місті. Також займалася соціальною роботою, зокрема через «Фонд принцеси Рагнгільд для безпритульних дітей Бразилії».
У плані бізнесу родина займалася інвестиціями в лісову й целюлозну промисловість. У 1968 році Лоренцен заснував промислову компанію Aracruz Celulose. Рагнгільд володіла кількома відсотками її акцій. Принцеса вважалася дуже багатою. Мала колекцію ювелірних виробів з перлів і різних дорогоцінних каменів. Багато коштовностей було подарунками від чоловіка, численні прикраси перейшли до неї в спадщину від матері й бабусь.
Рагнгільд була дуже близька з батьком, який у вересні 1957 року став королем Норвегії. Після її переїзду в Бразилію вони обмінювалися листами щотижня. Колекція листів, імовірно, становила від 1500 до 2000 штук. Коли король Олаф захворів у 1990 році, Рагнгільд повернулася до Осло й проводила з батьком більшу частину часу і була присутня при його смерті 17 січня 1991 року. За її власною заявою, вона спалила всі їхні листи, вважаючи їх приватними. Після смерті батька принцеса і її чоловік купили велику квартиру в Осло, щоб мати постійне місце для проживання під час своїх численних візитів у Норвегію.
Рагнгільд змальовували як теплу, пряму, відкриту та водночас сором'язливу жінку. Біографи відзначали її схожість з бабусею Мод Віндзор. Друзі описували її як надзвичайно турботливу, вірну й лояльну пані, з іскрометним гумором і здоровим ґлуздом. Протягом багатьох років її гобі була вишивка.

### Останні роки
2003 року норвезька королівська пара, перебуваючи в Бразилії з офіційним візитом, раптово скасувала обід з Рагнгільд, чим викликала велике розчарування принцеси. 15 травня того самого року Лоренцени відсвяткували золоту річницю весілля на борту корабля, названого на честь Рагнгільд.
2004 року принцесу критикували через її інтерв'ю, дане норвезькій телевізійній станції TV2, в якому вона заявила, що не схвалює вибір супутників життя своїми королівськими племінниками, вважаючи, що це може ознаменувати кінець норвезької монархії. Вона припустила, що кронпринц Гокон та принцеса Марта Луїза погано радилися з родиною, і висловила надію, що помре до того, як Метте-Маріт стане королевою. Ерлінг Лоренцен марно намагався пом'якшити коментарі дружини.
У поважному віці Рагнгільд через слабке здоров'я рідко з'являлася на публічних заходах. Так, у січні 2008 року вона була присутня на святкуванні 90-річчя Гуннара Сенстебю. Наступний і останній її вихід відбувся 1 червня 2010 року на святковому бенкеті в Королівському палаці на честь візиту королеви Беатрікс.

На 80-й день народження Рагнгільд король та королева Норвегії влаштували велику святкову вечерю в палаці Осло. Серед гостей були присутні кілька подруг принцеси з клубу в'язання «Niern». За словами самої Рагнгільд:
«Замість подарунків я хотіла б зробити внесок у свій Фонду для безпритульних дітей у Бразилії.»
Разом із чоловіком вона була спонсором будівництва котеджу Троллбу в Гейло для дітей, хворих на рак. У 2011 році для дітей, хворих на рак, Лоренцени пожертвували 1 мільйон крон.
У 2012 році в принцеси діагностовано рак легенів. Тривалий час вона не знала про свій діагноз. Чоловік повідомив її про нього лише у червні 2012 року.
Останній візит Рагнгільд в Норвегію відбувся в лютому 2012 року, коли вона була присутня на святкуванні 80-річчя своєї сестри Астрід. Протягом наступних місяців королівську сім'ю регулярно інформували про стан здоров'я принцеси. Вона не змогла приїхати в Норвегію для офіційного святкування 75-річчя Дня короля в травні, приватного свята в Bygdøy kongsgård та на похорони Гуннара Сенстебю. Її чоловік у цей час кілька разів бував у Норвегії сам, проте швидко повертався в Бразилію. В останні тижні життя стан принцеси був важким, його ретельно контролювали співробітники охорони здоров'я в Ріо-де-Жанейро.
Принцеса Рагнгільд пішла з життя в неділю 16 вересня 2012 року о 9:45 ранку за місцевим часом (о 14:45 за норвезьким часом) у своєму будинку в Ріо-де-Жанейро. Про це повідомила представниця палацу зі зв'язків з громадськістю Маріанна Гаґен. Прем'єр-міністр Норвегії Єнс Столтенберг висловив свої співчуття родині Лоренценів, королю Гаральду і королеві Соні, а також усьому королівському дому. Політик та історик Карл-Ерік Грімстад зауважив, що зі смертю принцеси завершилася ціла епоха. В англійській церкві Ріо-де-Жанейро відбулася поминальна служба, після чого тіло принцеси літаком доправили в Норвегію. Уряд запропонував провести похорон коштом держави, проте родина Лоренценів відмовилася.
Церемонія прощання, на якій були присутні 120 осіб, відбулася в каплиці Королівського палацу в Осло 28 вересня. Державний прапор на палаці був приспущений. За бажанням принцеси, її поховали на цвинтарі біля церкви Аскер. Місця подружжя Лоренцен зарезервувало за багато років до цього.
Ерлінг Свен Лоренцен живий, продовжує жити в Бразилії та інколи дає інтерв'ю. В одному з них він заявив, що кожен день разом з Рагнгільд був добрим і позитивним.

## Родина

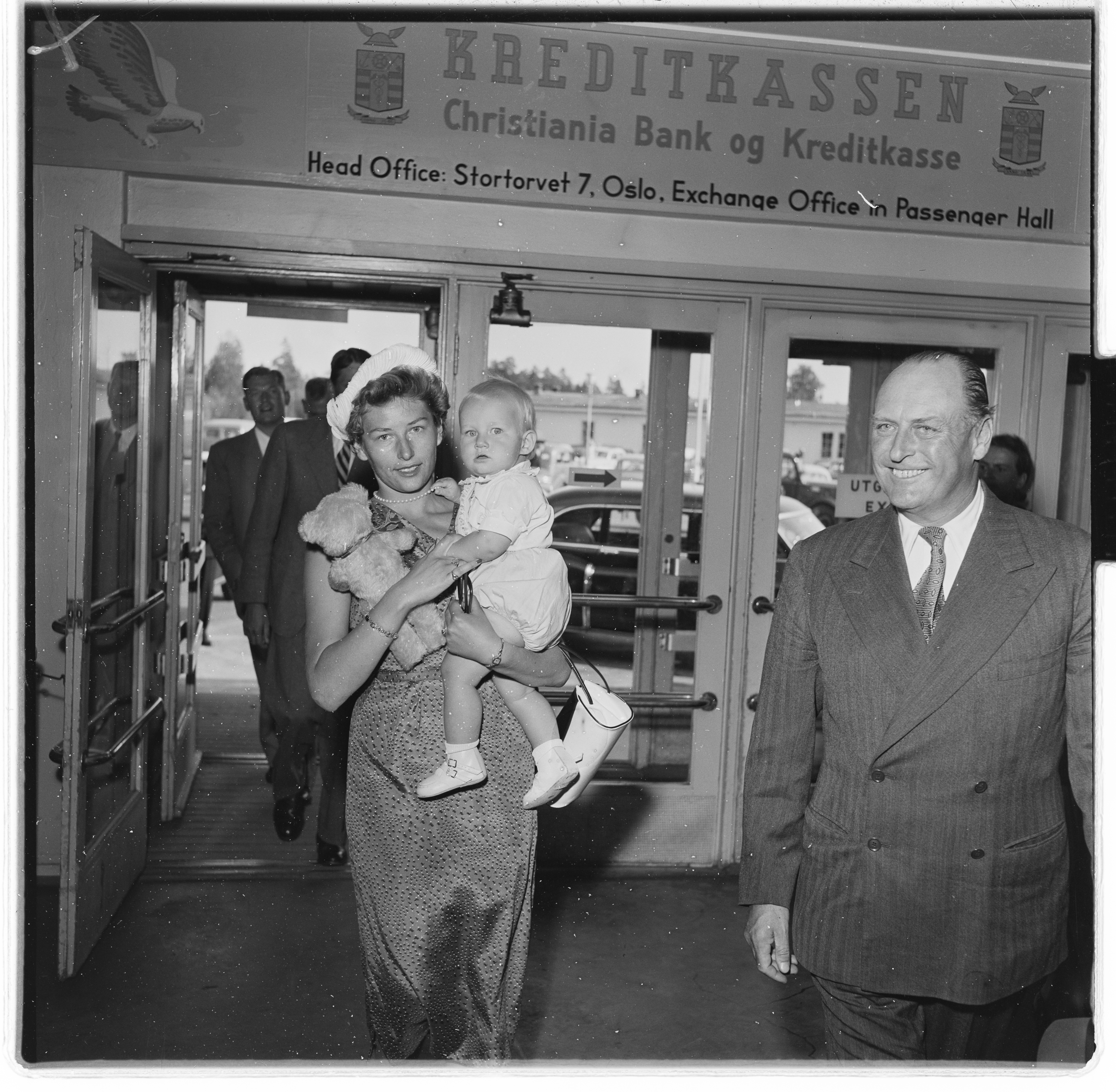
Із сином і чоловіком, 1955—1956 роки

Чоловік — Ерлінг Свен Лоренцен 
Діти:
- Гокон (нар. 1954) — бізнесмен, одружений з бразилійкою Мартою Карвалью де Фрейтас, має трьох дітей;
- Інгеборг (нар. 1957) — дружина бразильського поліцейського Пауло Рібейро, має доньку;
- Рагнгільд (нар. 1968) — має кілька ресторанів у Сан-Франциско, дружина американця ірландського походження Аарона Лонга, має двох доньок.

## Нагороди

### Національні
- Великий хрест ордену Святого Олафа (Норвегія) (1982);
- Королівський родинний орден короля Гокона VII (Норвегія);
- Королівський родинний орден короля Олафа V (Норвегія);
- Королівський родинний орден короля Гарольда V (Норвегія);
- Пам'ятна медаль Золотого ювілею короля Хокона VII (Норвегія) (18 листопада 1955);
- Пам'ятна медаль «В пам'ять короля Гокона VII» (Норвегія) (1 жовтня 1957);
- Пам'ятна медаль 100-річчя короля Гокона VII (Норвегія) (3 серпня 1972);
- Пам'ятна медаль Срібного ювілею короля Олафа V (Норвегія) (21 вересня 1982);
- Пам'ятна медаль «В пам'ять короля Олафа V» (Норвегія) (30 січня 1991);
- Пам'ятна медаль 100-річчя короля Олафа V (Норвегія) (2 червня 2003);
- Пам'ятна медаль Сторіччя Королівського Дому (Норвегія) (18 листопада 2005).

### Іноземні
- Великий хрест ордену Південного Хреста (Бразилія);
- Великий хрест ордену Оранж-Нассау (Нідерланди);
- Великий хрест ордену Корони (Нідерланди);
- Великий хрест ордену Заслуг (Португалія) (2 січня 1981);
- Великий хрест ордену Полярної зірки (Швеція);
- Пам'ятна медаль на честь 90-річчя короля Густава V (Швеція) (21 травня 1948).

## Титули
- 9 червня 1930—15 травня 1953 — Її Королівська Високість Принцеса Рагнгільд Норвезька;
- 15 травня 1953—16 вересня 2012 — Її Високість Принцеса Рагнгільд, Фру Лоренцен.